# Mārtiņš Ķigurs
Mārtiņš Ķigurs (* 31. März 1997 in Limbaži) ist ein lettischer Fußballspieler, der beim FK RFS in der Virslīga unter Vertrag steht.

## Karriere

### Verein
Mārtiņš Ķigurs wurde in der ehemaligen Hansestadt Limbaži, 90 km nördlich von Riga geboren. Er begann seine Fußballkarriere zunächst in seiner Heimatstadt beim FK Limbaži. Im Jahr 2008 wechselte Ķigurs in die Jugendakademie des FK Liepājas Metalurgs. Nachdem das Unternehmen Liepājas Metalurgs pleiteging wurde der Verein aufgelöst. Ķigurs spielte danach im Nachfolgeverein FK Liepāja. Sein Debüt in der ersten Mannschaft gab Ķigurs am 11. März 2017 gegen den Riga FC in der Virslīga als er in der Startelf stand. Bis zum Ende der Saison kam er in sechs weiteren Ligaspielen zum Einsatz. Liepāja gewann im gleichen Jahr den Lettischen Pokal und wurde Vizemeister. Am 16. Juni 2018 erzielte Ķigurs sein erstes Tor gegen den FK Metta. 2020 gewann er mit der Mannschaft erneut den Pokal. In Liepāja kam er in den folgenden Jahren regelmäßig zum Einsatz. Im Januar 2024 wechselte Ķigurs nach Riga zum amtierenden Meister FK RFS.

### Nationalmannschaft
Mārtiņš Ķigurs debütierte im September 2015 für Lettland in der U-19-Nationalmannschaft gegen Georgien. Beim 2:1-Sieg im Micheil-Meschi-Stadion in Tiflis wurde er für Ričards Korzāns eingewechselt. Ab März 2017 spielte Ķigurs in der U21. Im September 2018 gelang ihm in dieser Altersklasse gegen die Ukraine sein erstes Tor im Nationaltrikot, als er bei der 2:3-Niederlage zum zwischenzeitlichen 2:2 getroffen hatte. Im September 2019 debütierte Ķigurs in der A-Nationalmannschaft gegen Nordmazedonien.

## Erfolge
- Lettischer Pokalsieger: 2017, 2020